# Der kleine Kreis
Der kleine Kreis war eine Vereinigung bildender Künstler am Bodensee. Er wurde Anfang 1962 in Konstanz gegründet und bestand bis 1972. Gründer waren die Künstler Otto Adam (1901–1973), Hans Sauerbruch (1910–1996), Jean Paul Schmitz (1899–1970), Adolf Schmid (1906–1991) und Rudolf Stuckert (1912–2002).

## Namensgebung
Der Name entstand in Anlehnung an die internationale Künstlervereinigung „Der Kreis“. Diese existierte von 1925 bis 1937 und vereinte Literaten, Bildhauer und Maler rund um den Bodensee.

## Ziel des Zusammenschlusses
Der Kleine Kreis vertrat weder eine bestimmte Theorie noch einen konkreten Kunststil. Sein Ziel war es, der regionalen Kunst mehr Gehör zu verschaffen und Ausstellungsmöglichkeiten in der abseits der großen Kunstzentren gelegenen Region zu erschließen.
„Es handelt sich um einen Zusammenschluss einiger gleichgesinnter Maler und Bildhauer zum Zwecke einer besseren Ausstellungsmöglichkeit“, so die Gründer.

## Entwicklung, Mitglieder
Anfangs nannte sich die Gruppe „Künstler-Gruppe Konstanz“, aber als bereits im Februar des Gründungsjahres Herrmann Brühl (1918–1997, Konstanz), Karl Einhart (1884–1967, Konstanz), André Ficus (1919–1999, Friedrichshafen), Ernst Graf (1909–1988, Ermatingen/CH), Walter Matysiak (1915–1985, Konstanz), Rose Marie Schnorrenberg (geb. 1926, Bettnang), Herbert Vogt (1918–2015, Meersburg) und Arthur Wittig (1894–1962), hinzu stießen, wechselte man zum weniger ortsbezogenen Namen. Die Besetzung wechselte mehrfach, da die Künstler unterschiedlich lange dem „Kleinen Kreis“ angehörten. Geschäftsführer und treibende Kraft für den Zusammenhalt des „Kleinen Kreises“ war Emil Honold. Er kümmerte sich um das Organisatorische und vor allem um die Beschaffung von Ausstellungsmöglichkeiten.
Der „Kleine Kreis“ existierte rund zehn Jahre. Der Tod einiger Mitglieder und Emil Honolds Rückzug als Geschäftsführer bedeutete das Ende der Gruppierung. Eine offizielle Auflösung gab es nie.

## Stil
Der Stil der Gruppierung changiert zwischen expressivem Realismus und figurativer Abstraktion. Im Gegensatz zu den sich damals international entwickelnden Kunststilen wie Pop Art oder Concept Art blieb der „Kleine Kreis“ größtenteils traditionsverhaftet. Es entstanden vielseitige Werke „von Landschaften und Figurenbildern über Stillleben und Interieurs bis zu Bildnissen“. Konkret gegenständliche Arbeiten standen zeichenhaft abstrahierten Werken gegenüber. Der „Kleine Kreis“ steht damit beispielhaft für die in den 1960er-Jahren am Bodensee vertretene Kunst.
„Wir meinen, daß das alte Spiel mit Form und Farbe, der Wunsch bildnerisch aus der Umwelt zu schöpfen und zu gestalten, uns auch weiterhin Bedürfnis und wertvollstes Mittel zum Weltverständnis bleiben muss.“ (Hans Sauerbruch).

## Ausstellungen und Resonanz
Der „Kleine Kreis“ war in den 1960er- und 1970er-Jahren ein wichtiger Bestandteil der Kunst- und Kulturszene am Bodensee. Ihre zahlreichen grenzübergreifenden Ausstellungen waren beliebte Kunstereignisse. Die erste Ausstellung des „Kleinen Kreises“ fand mit über fünfzig Werken 1962 in Altstätten (Schweiz) statt, kurze Zeit später folge eine Schau in Konstanz. Dort stellten sie unter anderem in der Städtischen Wessenberg-Galerie und im Kunstverein Konstanz aus. Weitere Ausstellungsorte waren Meßkirch, Waldshut-Tiengen, Ravensburg und Amriswil (Schweiz). Die 1959 in Konstanz gegründete Galerie von Rudolf Stuckert wurde zum zentralen Forum der Gruppe.